# Centropus menbeki
Cucal-bico-de-marfim ou cucal-de-bico-claro (Centropus menbeki) é uma espécie de ave da família Cuculidae.
Pode ser encontrada nos seguintes países: Indonésia e Papua-Nova Guiné.
Os seus habitats naturais são: florestas subtropicais ou tropicais húmidas de baixa altitude.